# Hôtel de Varennes
Cet article possède un paronyme, voir Hôtel de Vareilles.
L’hôtel de Varennes ou hôtel Baudan de Varennes est un hôtel particulier situé dans le centre de la ville de Montpellier, dans le département de l'Hérault.

## Histoire
L'hôtel, composé de deux ou au moins trois maisons patriciennes du XIIIe siècle et du XIVe siècle, est remanié au XVe siècle, puis en 1637 pour Emmanuel de Girard,. Les maisons médiévales ré-associées possèdent, encore de nos jours, leurs passages d'entrées et cours intérieures respectives, et locaux au rez-de-chaussée. Le Montpellier médiéval étant une cité marchande, les solides entrepôts voûtés d'ogives ont permis la construction d'immeubles sur le bâti existant. Autonome, l'hôtel particulier possédait son puits d'eau. Son histoire reporte la présence de l'écusson de Saint Roch et des vestiges de la basilique Notre-Dame des Tables.
En 1758, l'hôtel est rénové par le négociant Fulcrand Roux.
Ce bâtiment fait l’objet d’une inscription au titre des monuments historiques depuis le 18 octobre 1944. L'ensemble de la demeure médiévale est restaurée au cours du XXe siècle, en conservant les apports du passé.
En 1992, le « Musée du Vieux Montpellier », inscrit parmi les musées de France, est aménagé sur la surface d'un étage de l'hôtel particulier. Il permet d'accéder aux collections d'objets très divers liés à l'histoire de Montpellier du Moyen Âge au XXe siècle.
Depuis 2016, l'association « Angel » (Association de Jeunesse LGBT+) partage les locaux avec les associations « Contact », « MartinE » et « SOS homophobie ».

## Description
Occupant une partie d'un autre étage, le « Musée Fougau » est un espace privé d'art et de traditions populaires dédié à la vie quotidienne dans la ville d'autrefois et sur la culture occitane.
Au rez de chaussée, parmi les salles à l'architecture gothique, la « salle Pétrarque » fait partie des neuf salles mises à disposition des associations pour l'organisation d'évènementiels.
En entrant à gauche, une porte décorée, a été récupérée au château de la Roquette et remontée par la Société Archéologique de Montpellier,.

## Galerie

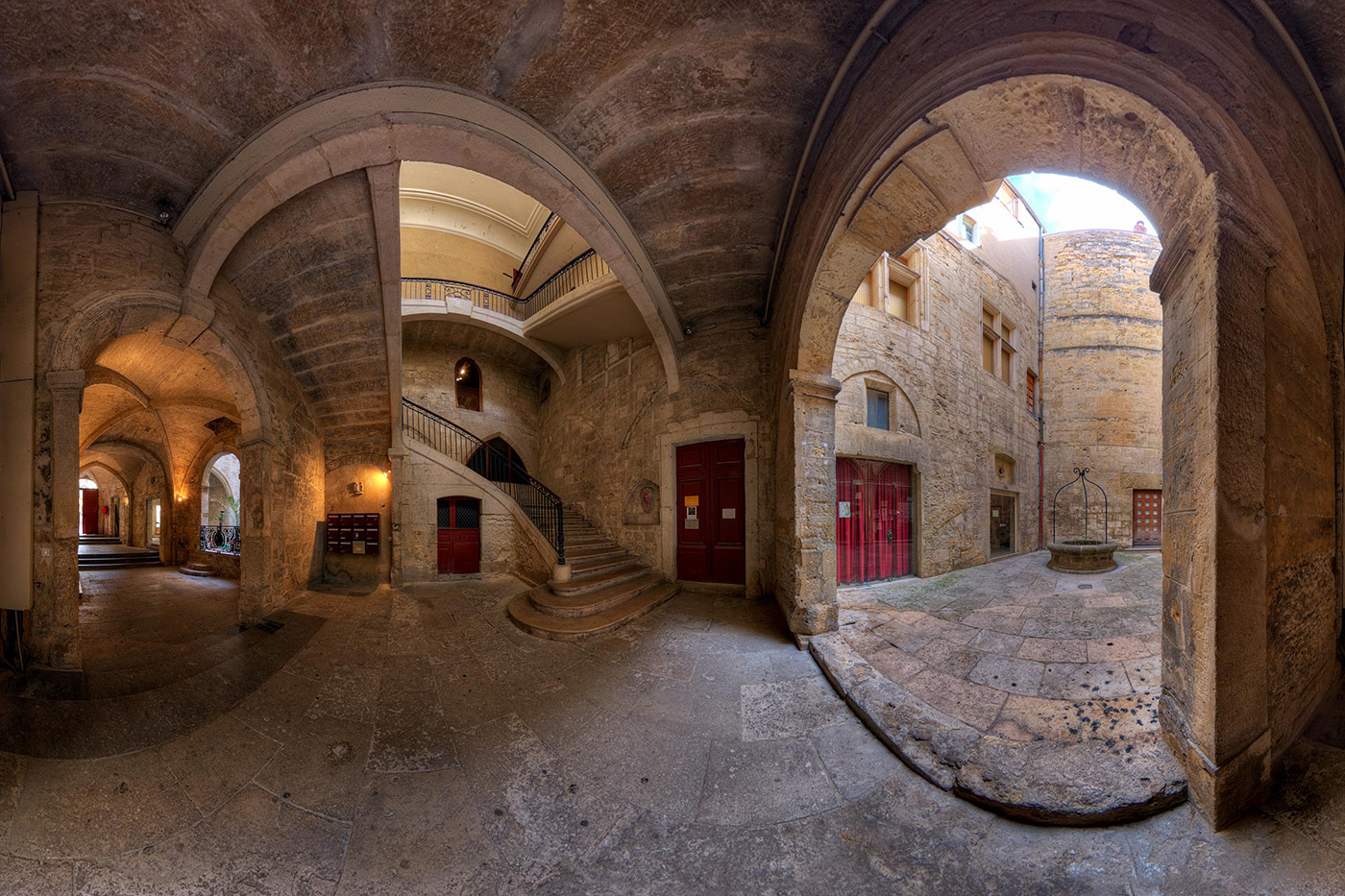
Vue panoramique 360° de l'entrée de l'Hôtel de Varennes.
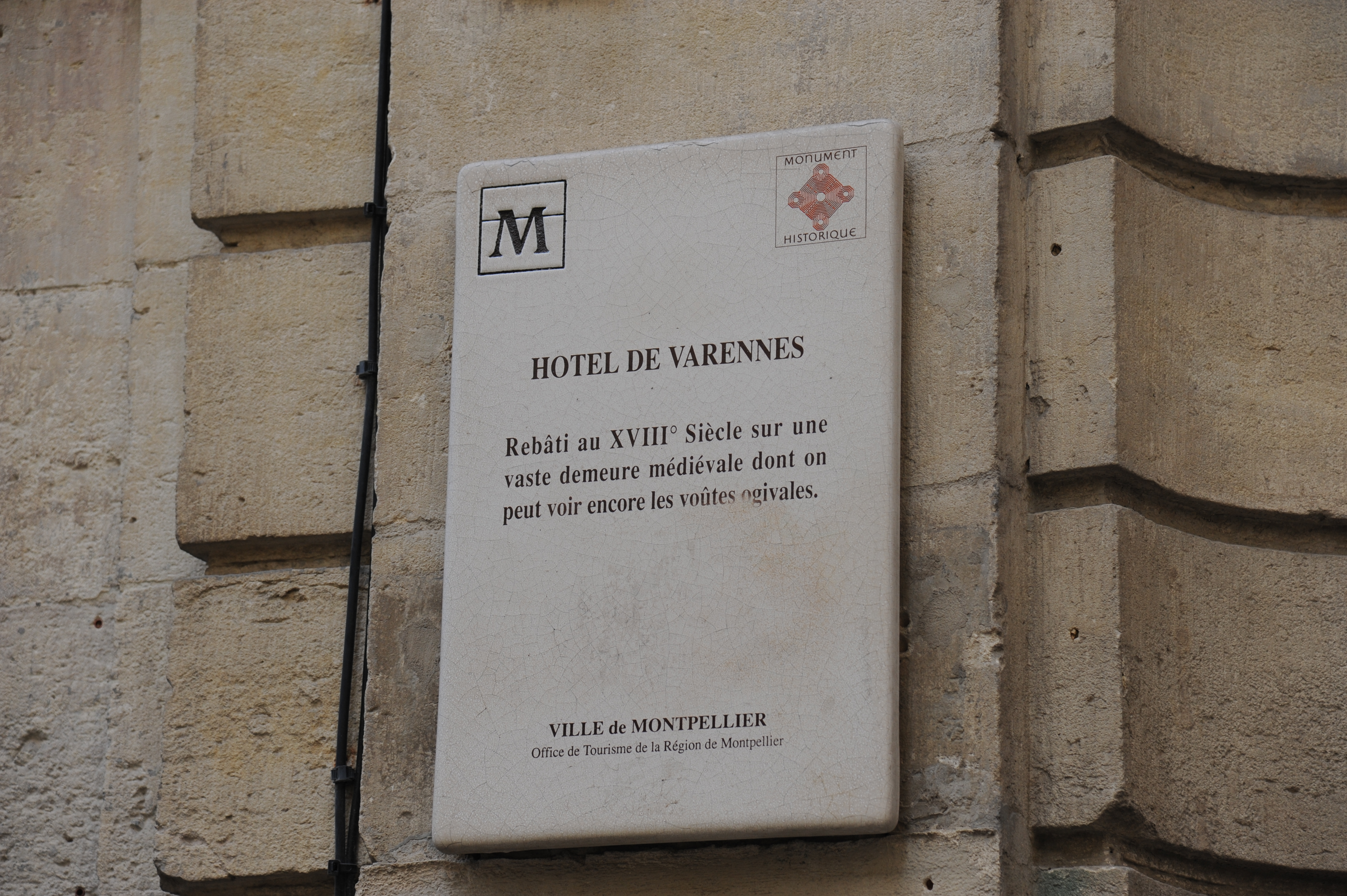
Panneau.
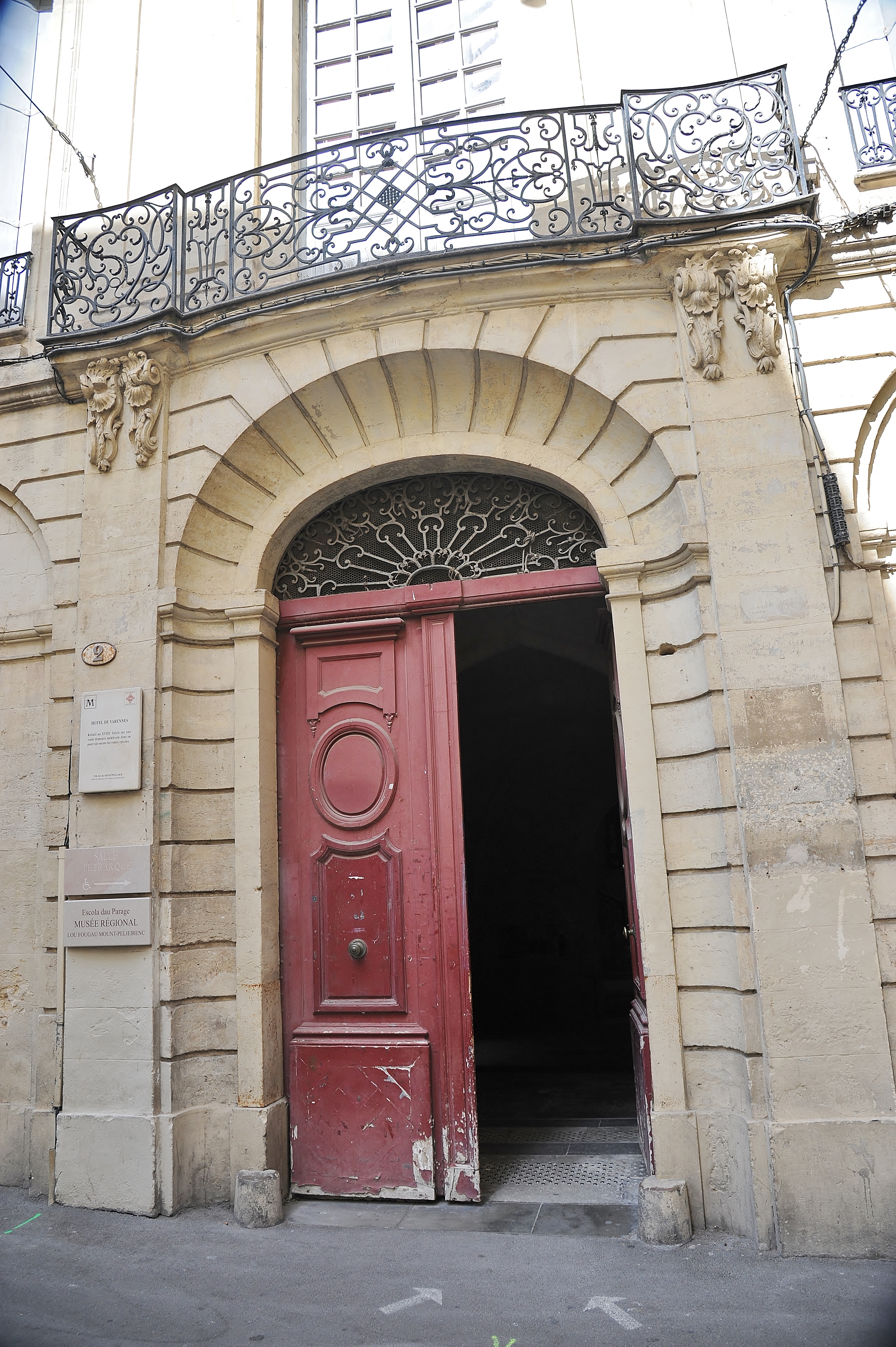
Portail.
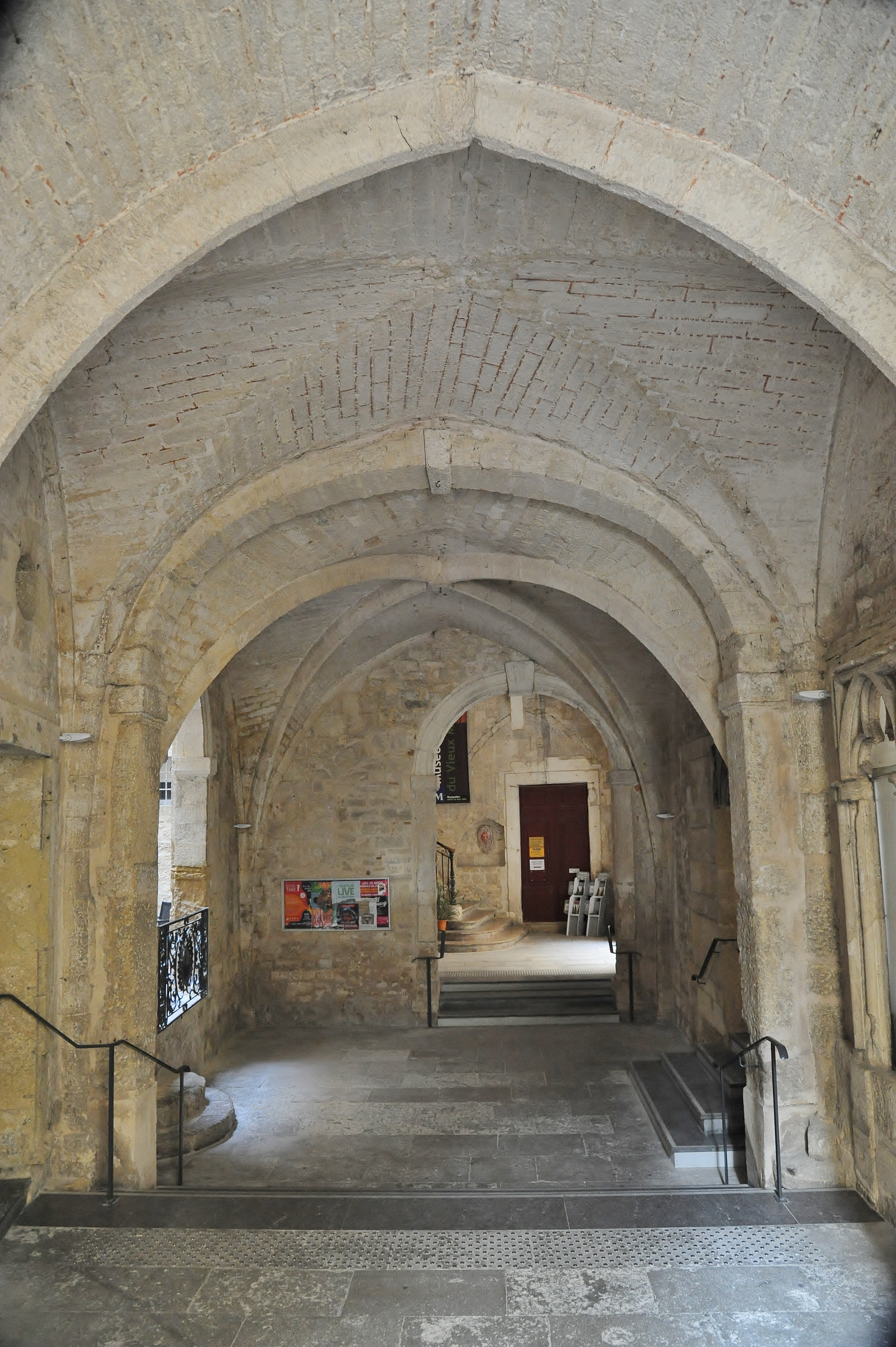
Passage voûté.
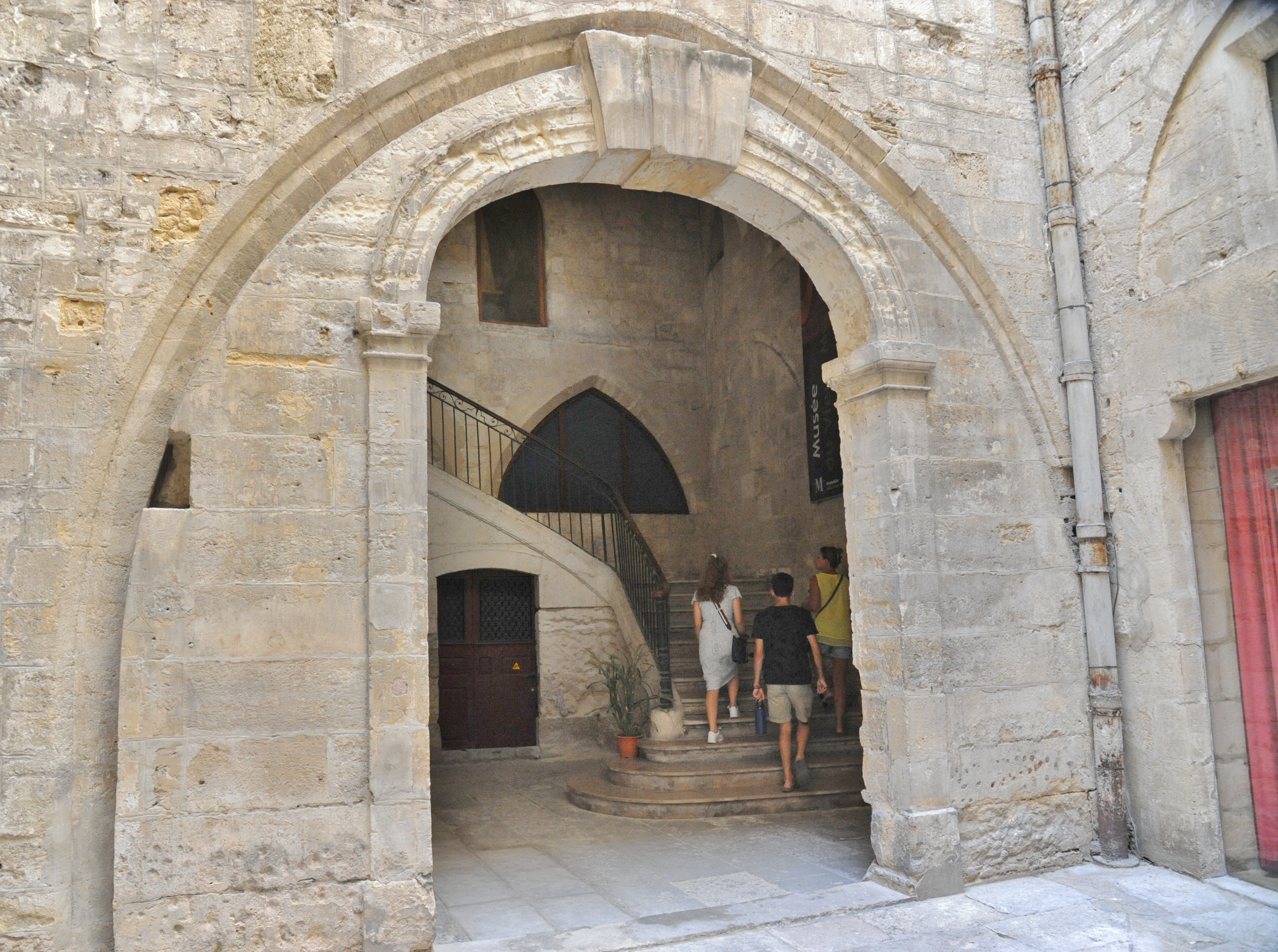
Passage vers l'escalier.
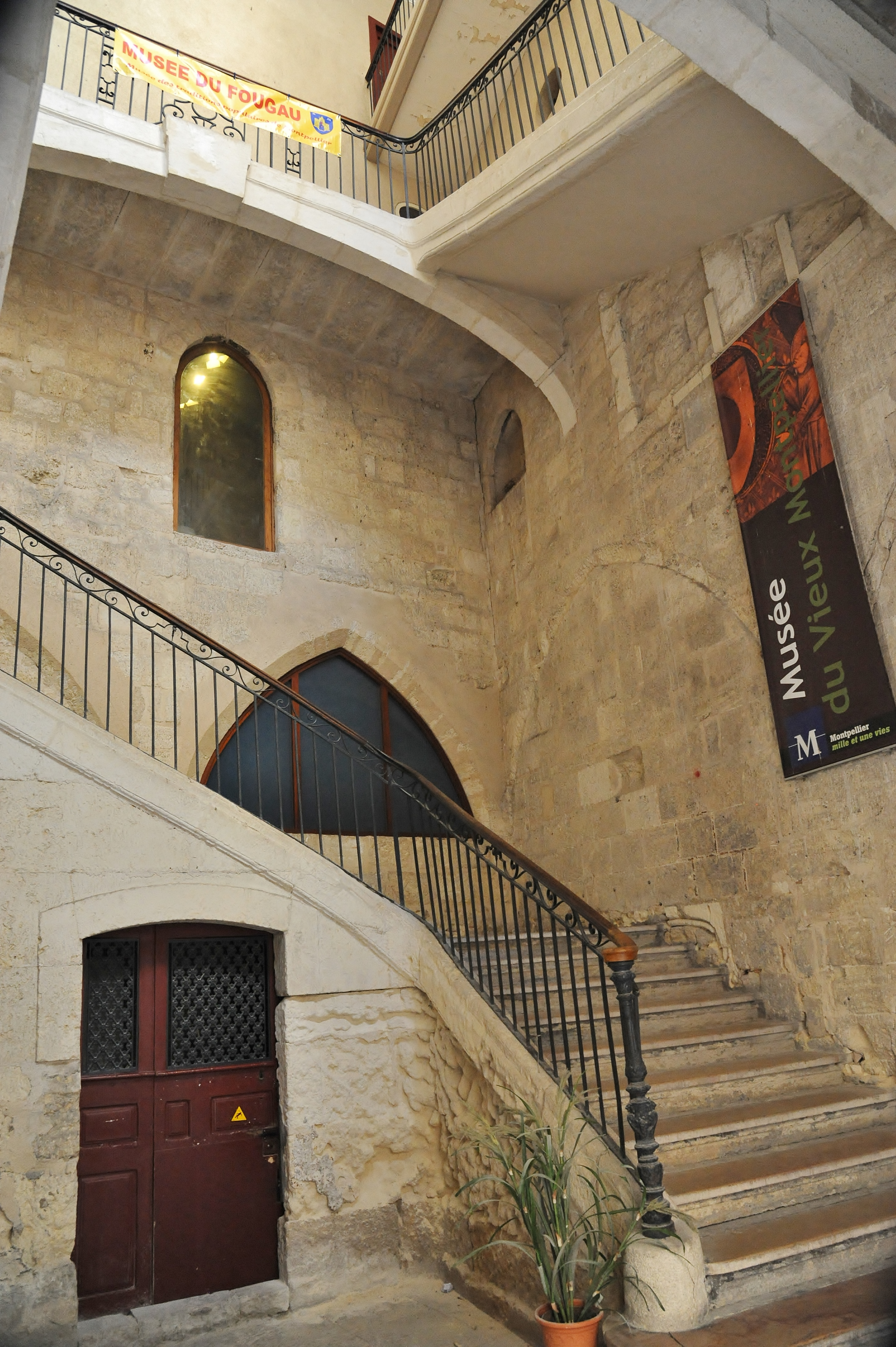
Départ de l'escalier.
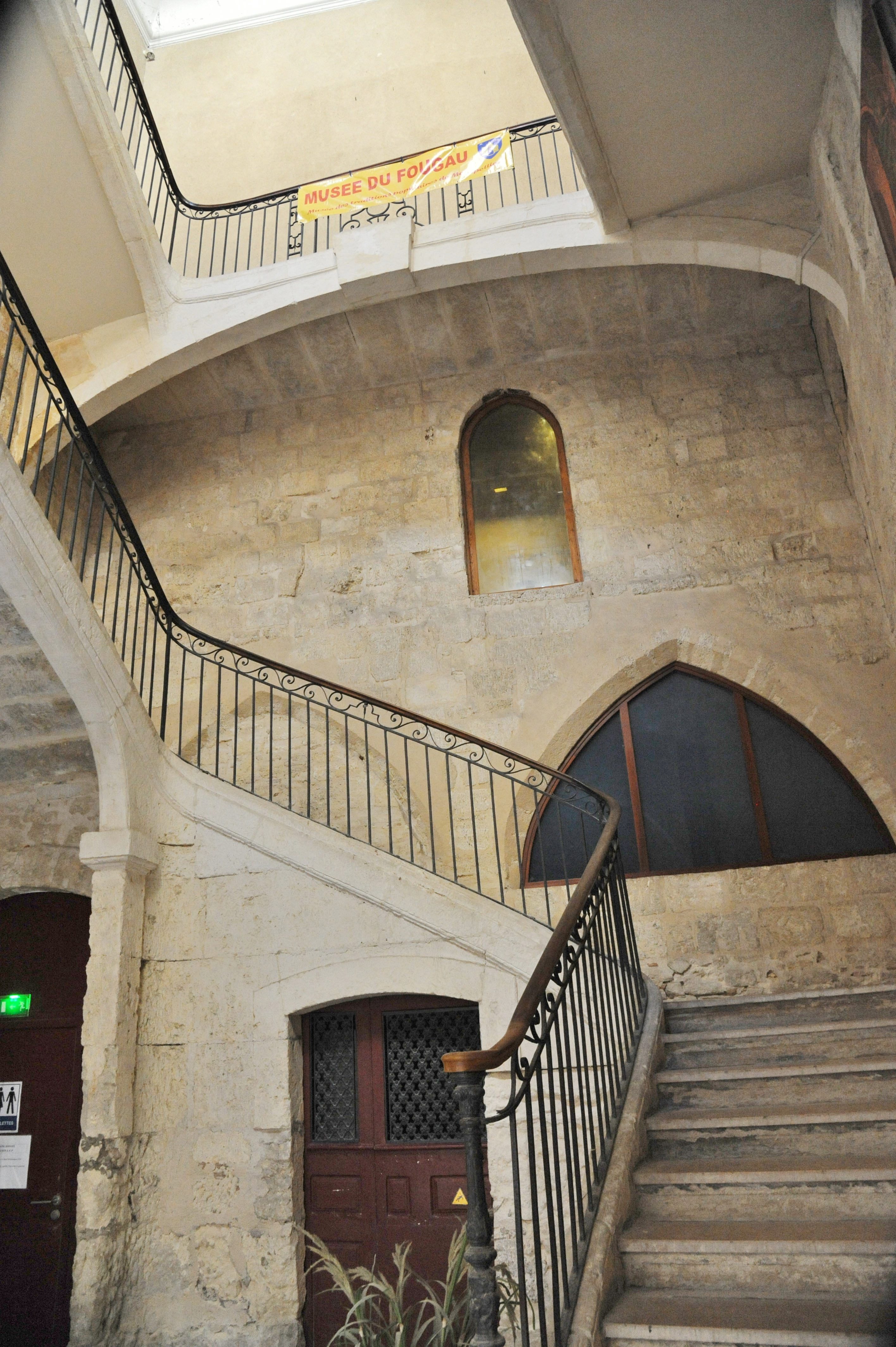
Escalier.
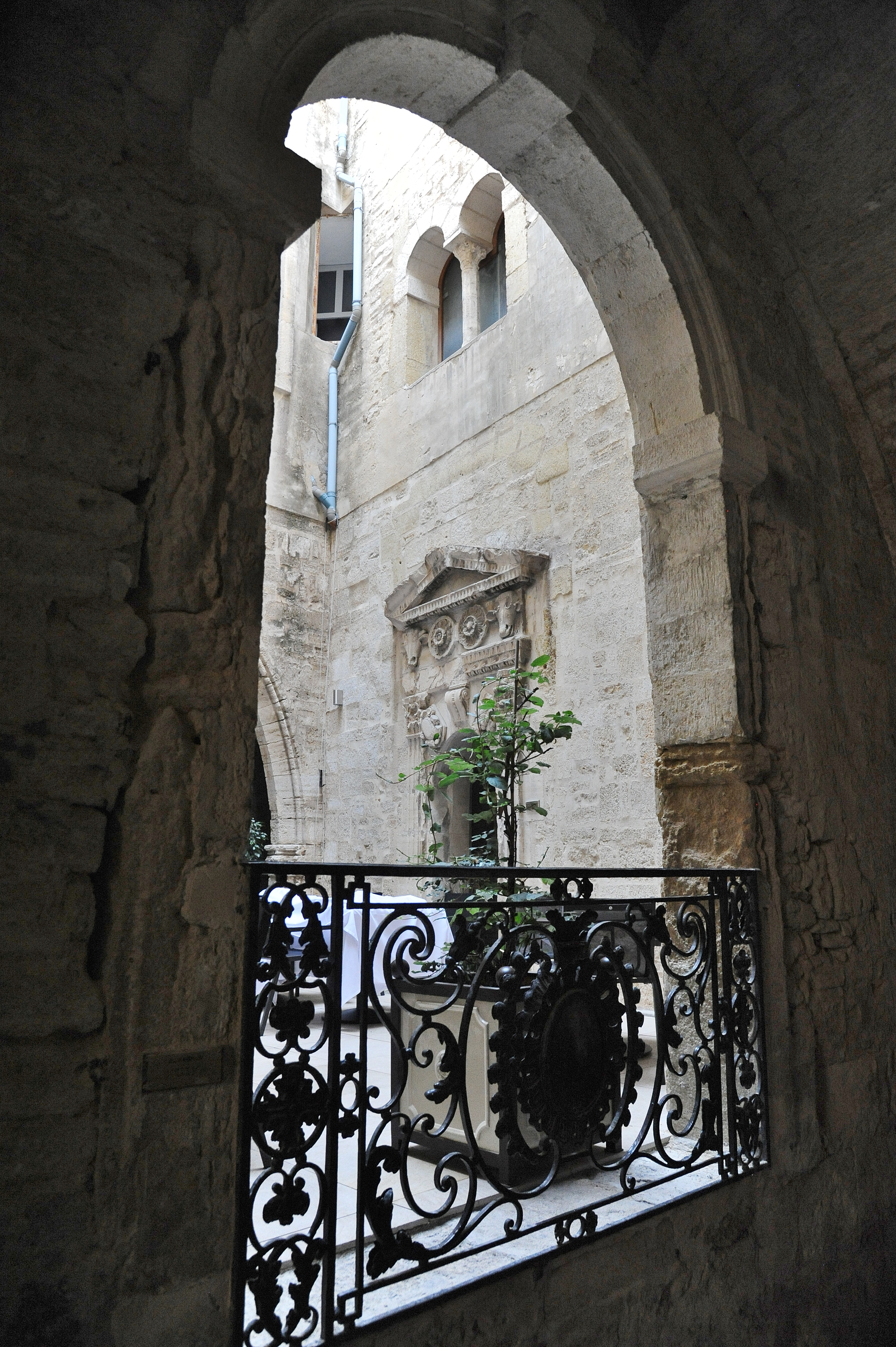
Ouverture sur la cour.
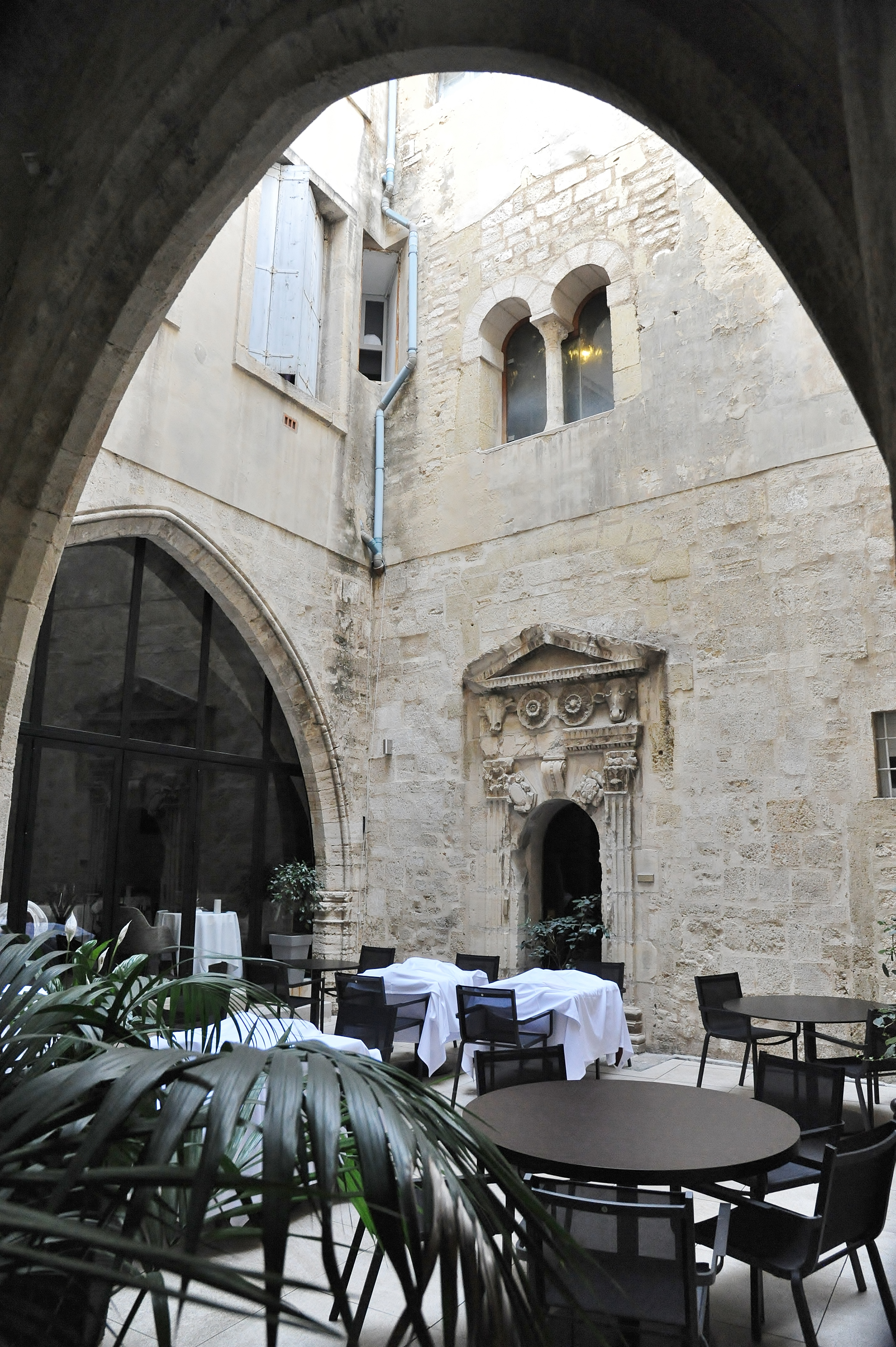
Cour.
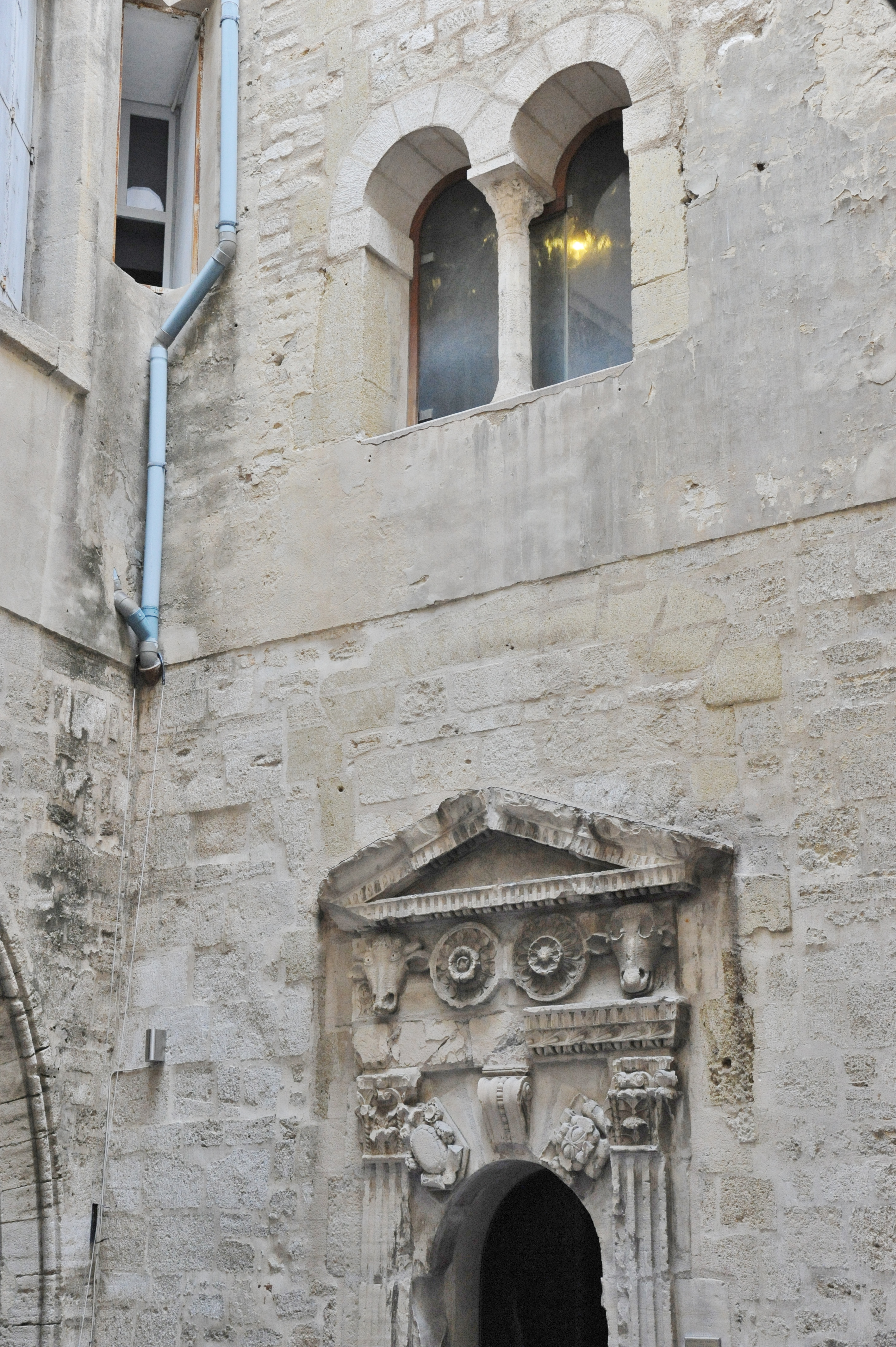
Porte décorée et baie géminée.
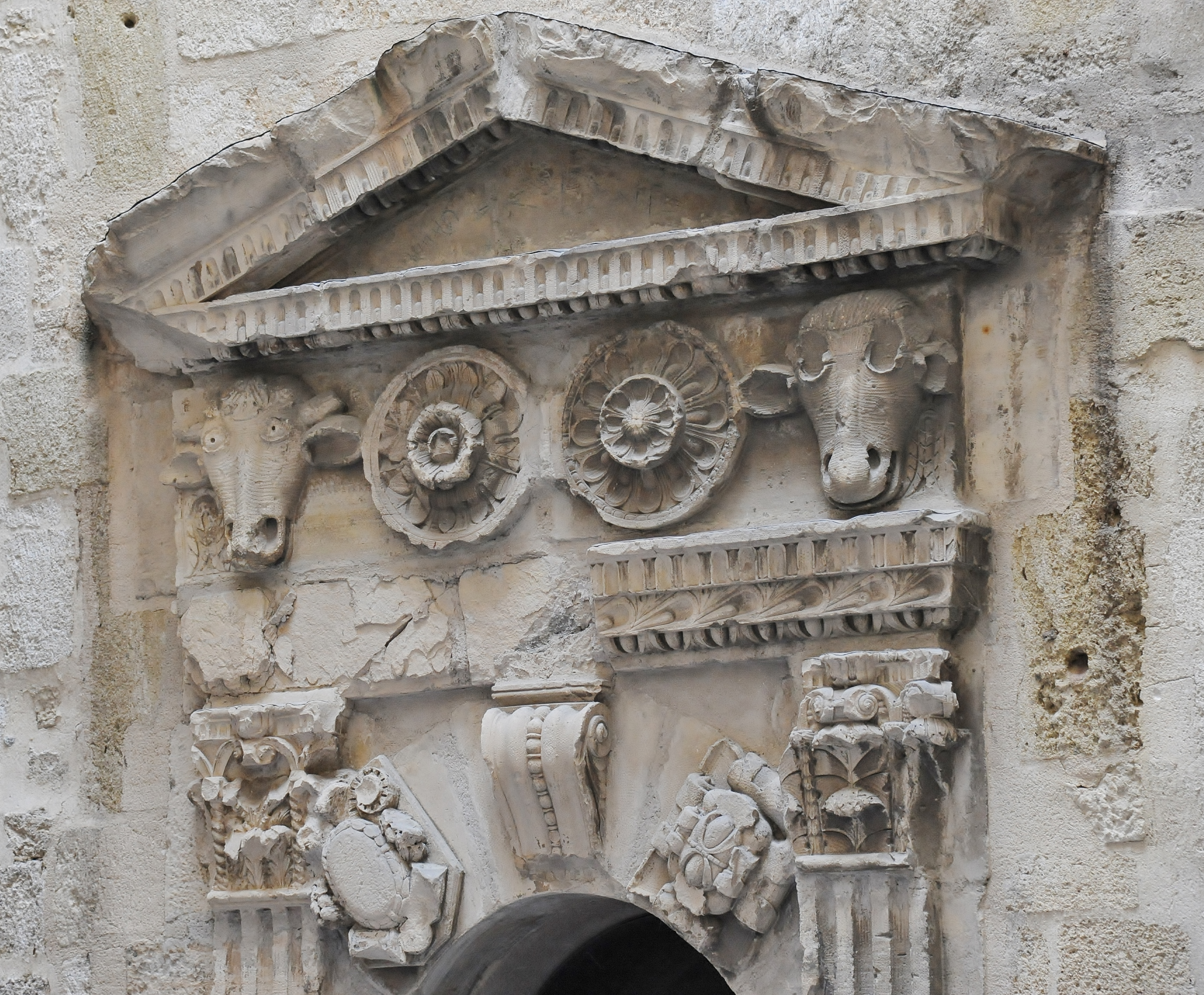
Décor de la porte.
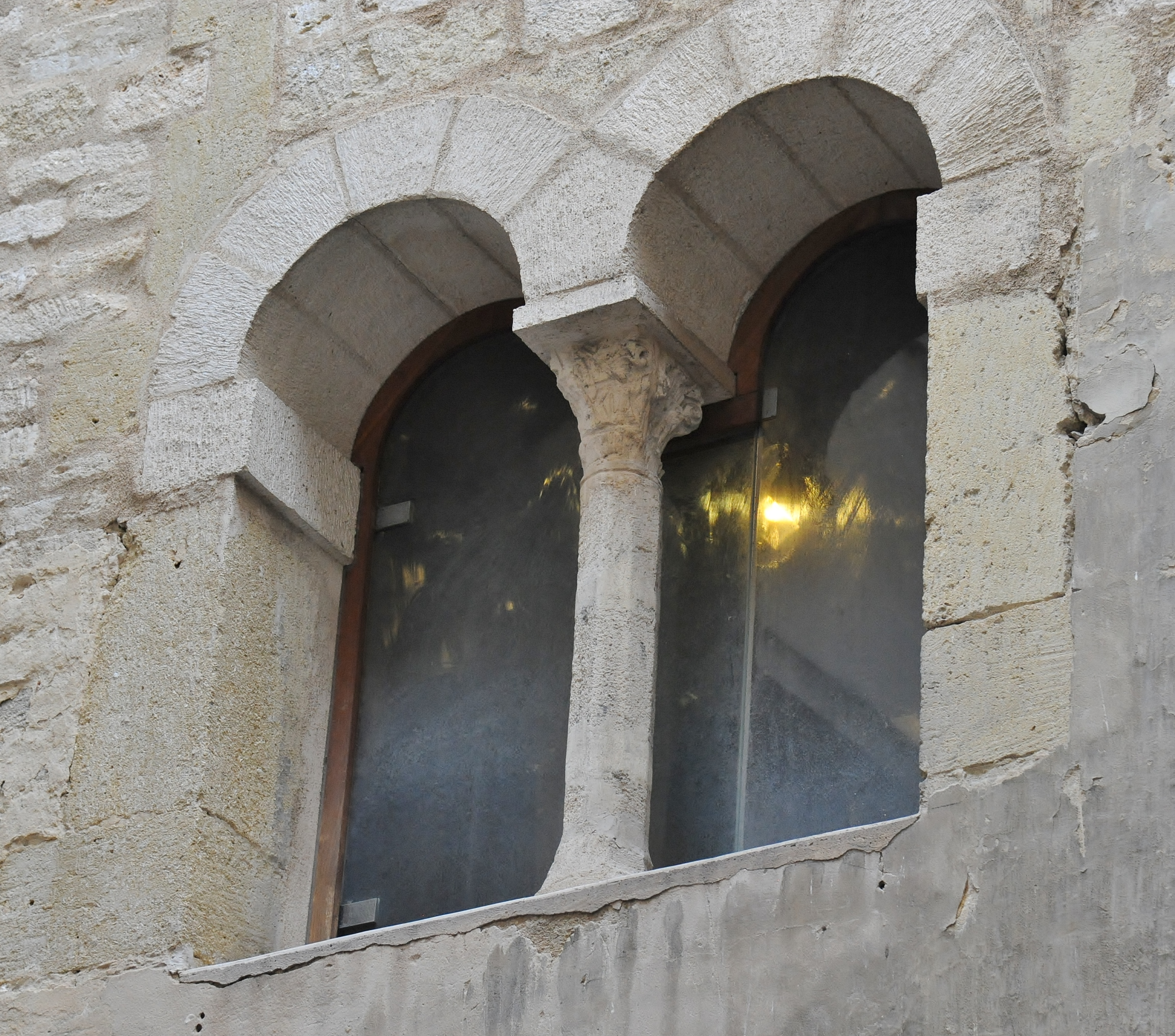
Baie géminée.
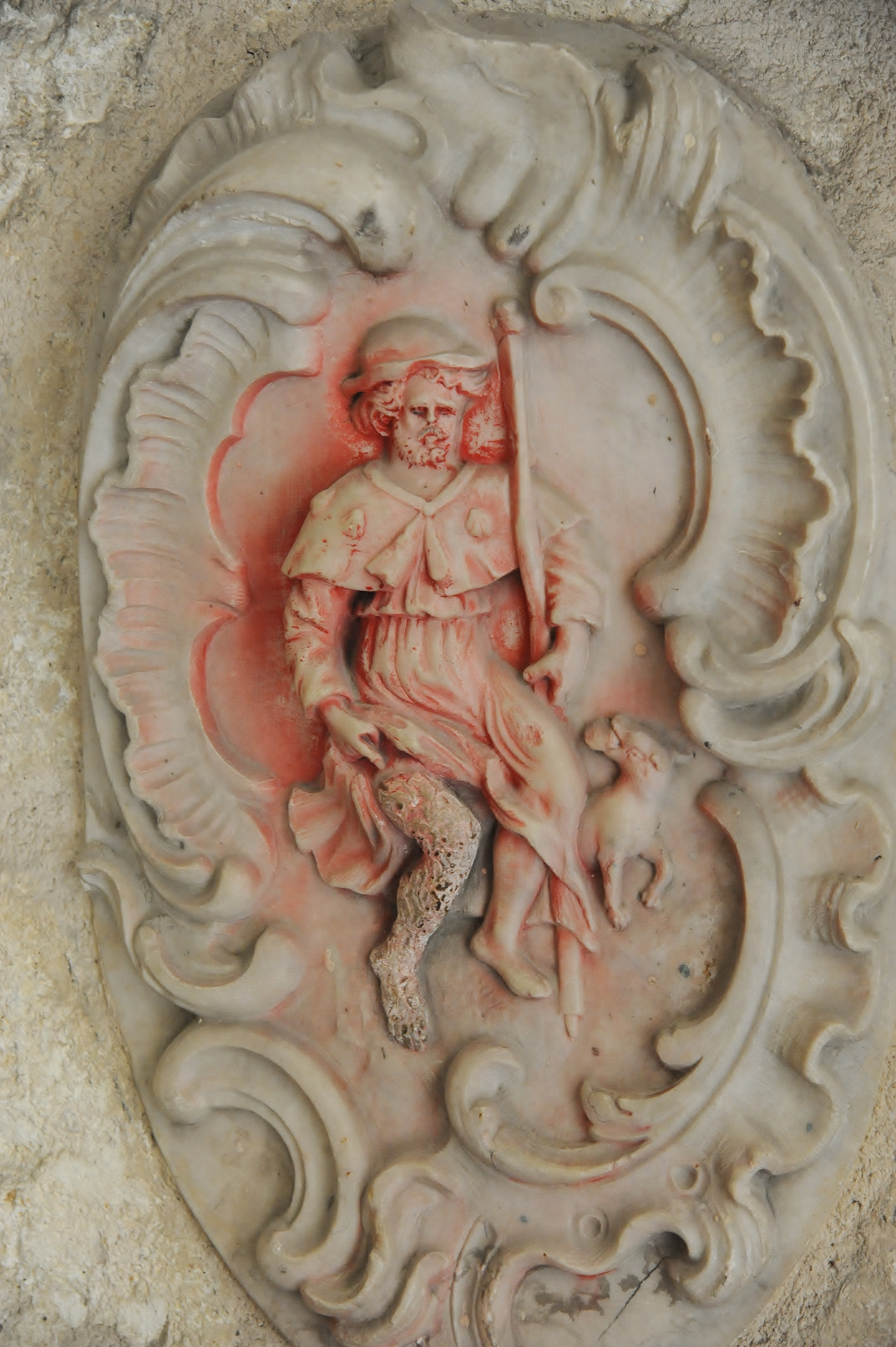
Décor sculpté représentant saint Roch montrant son bubon.